# Setor de Indústrias Gráficas
O Setor de Indústrias Gráficas (SIG) é um setor de Sudoeste/Octogonal, no Distrito Federal. Foi criado em 21 de abril de 1960, data de fundação de Brasília. Até 2019 fez parte de Brasília, e até 2020 permitia apenas atividades bancárias e de imprensa, como rádios e centros de impressão de jornais e revistas, sendo por esse motivo chamado de Setor de Indústrias Gráficas.
A principal via do SIG é a Estrada Parque Indústrias Gráficas (DF-011), conhecida como EPIG.

## Imprensa
É no SIG que se localizam a sede dos Diários Associados no Distrito Federal, que controla os jornais Correio Braziliense e Aqui DF, as rádios Planalto e Clube FM e TV Brasília. No setor encontram-se também as sedes dos jornais Jornal de Brasília, Na Hora H! Jornal O Coletivo e Jornal da Comunidade.

### Imprensa Nacional

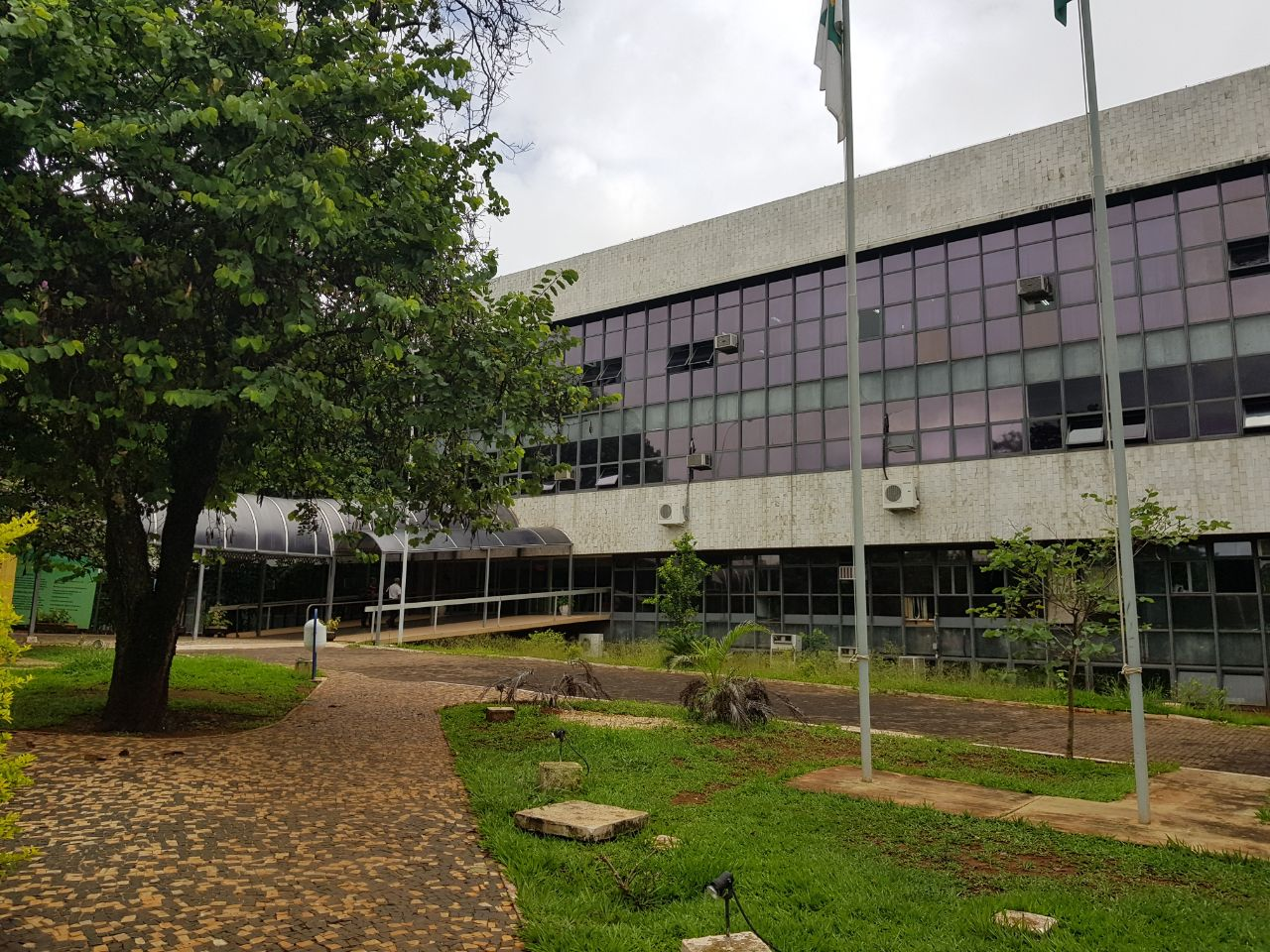
Palácio da Imprensa Nacional.

No SIG está sediada a Imprensa Nacional.

## Outras atividades
Aos poucos, o Setor de Indústrias Gráficas, marcado fortemente pela presença de indústrias gráficas, foi abrindo espaço para outras atividades econômicas. A proximidade do Sudoeste/Octogonal atraiu interessados.

### Lei do SIG
Em 2020, a Lei Complementar nº 965, que ficou conhecida como "Lei do SIG", liberou mais de 200 atividades no SIG além das previstas desde 1960, que se limitavam a imprensa e atividades bancarias, além de alterar gabaritos - aumentar o tamanho dos prédios - através de mecanismos legais como a outorga onerosa do direito de construir. O projeto recebeu críticas por ser uma alteração do Conjunto Urbanístico de Brasília, que não poderia ser alterado conforme a Lei Orgânica do Distrito Federal - equivalente a uma Constituição em nível distrital, e defensores da preservação do Patrimônio temem que a Lei do SIG abra uma brecha para alterações no tombado do Plano Piloto. A Secretaria de Estado de Desenvolvimento Urbano e Habitação argumenta que a mudança é autorizada pela Lei Orgânica nº 49 de 2007.